# Scandinavium
Lo Scandinavium è un'arena coperta di Göteborg. L'arena ha ospitato diversi campionati di pallamano e hockey su ghiaccio, inoltre nel 1985 è stata selezionata per ospitare l'Eurovision Song Contest 1985 e ha ospitato più volte le semifinali del Melodifestivalen.

## Storia
I primi progetti riguardanti la costruzione di un'arena nella zona risalgono al 1931, quando si pensò di costruire una piscina e altre strutture sportive in prossimità dello Swedish Exhibition and Congress Centre. Tuttavia negli anni successivi, con lo scoppio della seconda guerra mondiale (1939), questi progetti furono abbandonati.

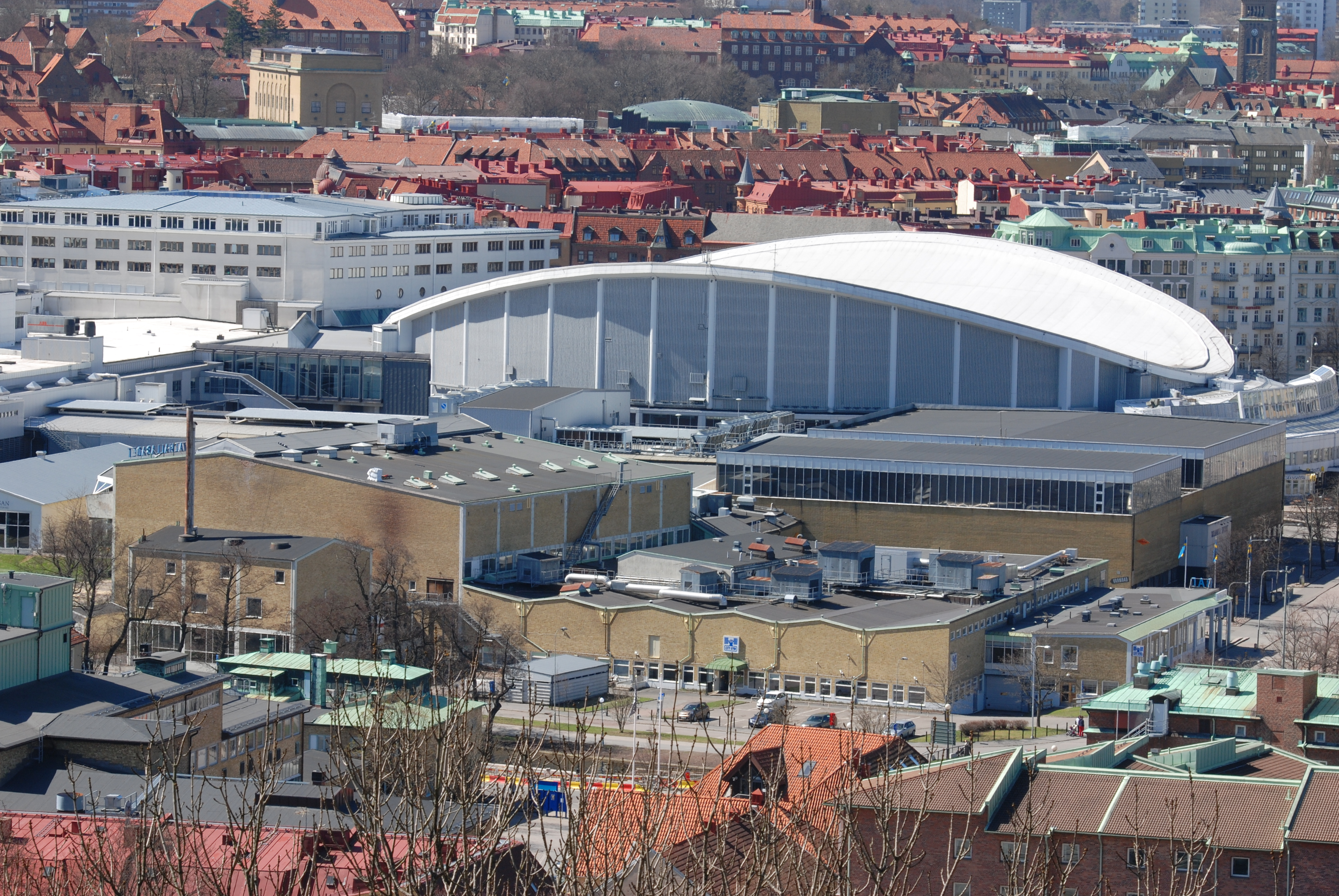
La Valhallabadet in primo piano con lo Scandinavium sullo sfondo

Nel 1948 vennero ripresi i progetti pre-conflitto, modificati e ampliati dall'architetto svedese Poul Hultberg, ma un dibattito politico ne pospose la costruzione fino agli anni '60. Nonostante ciò durante gli anni '50 è stata costruita la piscina presente nel progetto originale, la Valhallabadet.
Nel 1968 si decise di finire la costruzione in tempo per il 350º anniversario della città di Göteborg, perciò la città costituì una società per procedere all'apertura dei cantieri e richiese a Hultberg di riprendere il progetto sviluppato 23 anni prima. Il costo, stimato di 23 milioni di corone, diede vita a diverse proteste, che tuttavia non ritardarono ulteriormente la costruzione.
L'inaugurazione avvenne il 18 maggio 1971, e in quel momento lo Scandinavium risultava essere la più grande arena coperta nel Nord Europa per numero di spettatori (un massimo di 14 000).

## Eventi

### Sport
Lo Scandinavium ospita principalmente eventi sportivi legati alla pallamano (IHF nel 1993 e nel 2011 (maschile) e EHF nel 2002 (maschile), nel 2006 e 2016 (femminile)) e all'hockey su ghiaccio (IIHF nel 1981 e nel 2002 (maschile)).
Ha ospitato anche: 3 edizioni dei campionati europei di pattinaggio di figura (1972, 1980 e 1985), 3 edizioni dei campionati europei di atletica leggera indoor (1974, 1984 e 2013), 2 edizioni dei campionati mondiali di pattinaggio di figura (1976 e 2008), 1 edizione dei campionati mondiali di floorball maschile (2014), 4 finali della Coppa Davis (1984, 1987, 1988 e 1997), 2 edizioni della coppa del mondo di nuoto (1988 e 1989) e 1 edizione dei campionati mondiali di nuoto in vasca corta (1997).

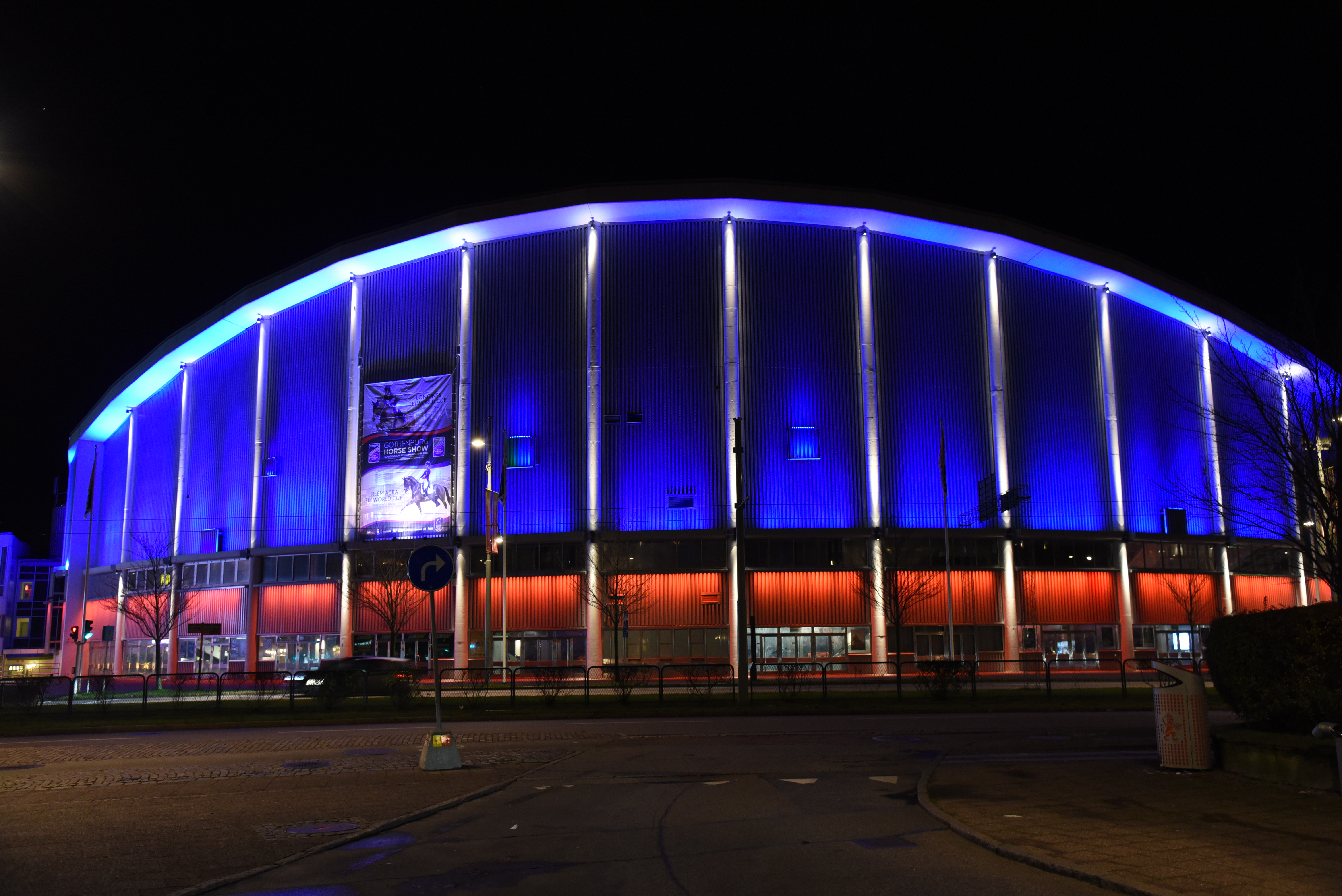
Lo Scandinavium nel 2015 illuminato con i colori della bandiera francese in seguito agli attentati di Parigi

### Musica
Lo Scandinavium ha ospitato diversi artisti, tra cui i Led Zeppelin, Whitney Houston, i Deep Purple, i Queen (1977) ed è famoso anche per aver ospitato l'Eurovision Song Contest 1985, 30ª edizione del concorso canoro internazionale.
Ospita annualmente almeno una semifinale del Melodifestivalen, il concorso canoro svedese che annualmente decreta il rappresentante della Svezia all'Eurovision Song Contest.